# Giovanni Gaddi

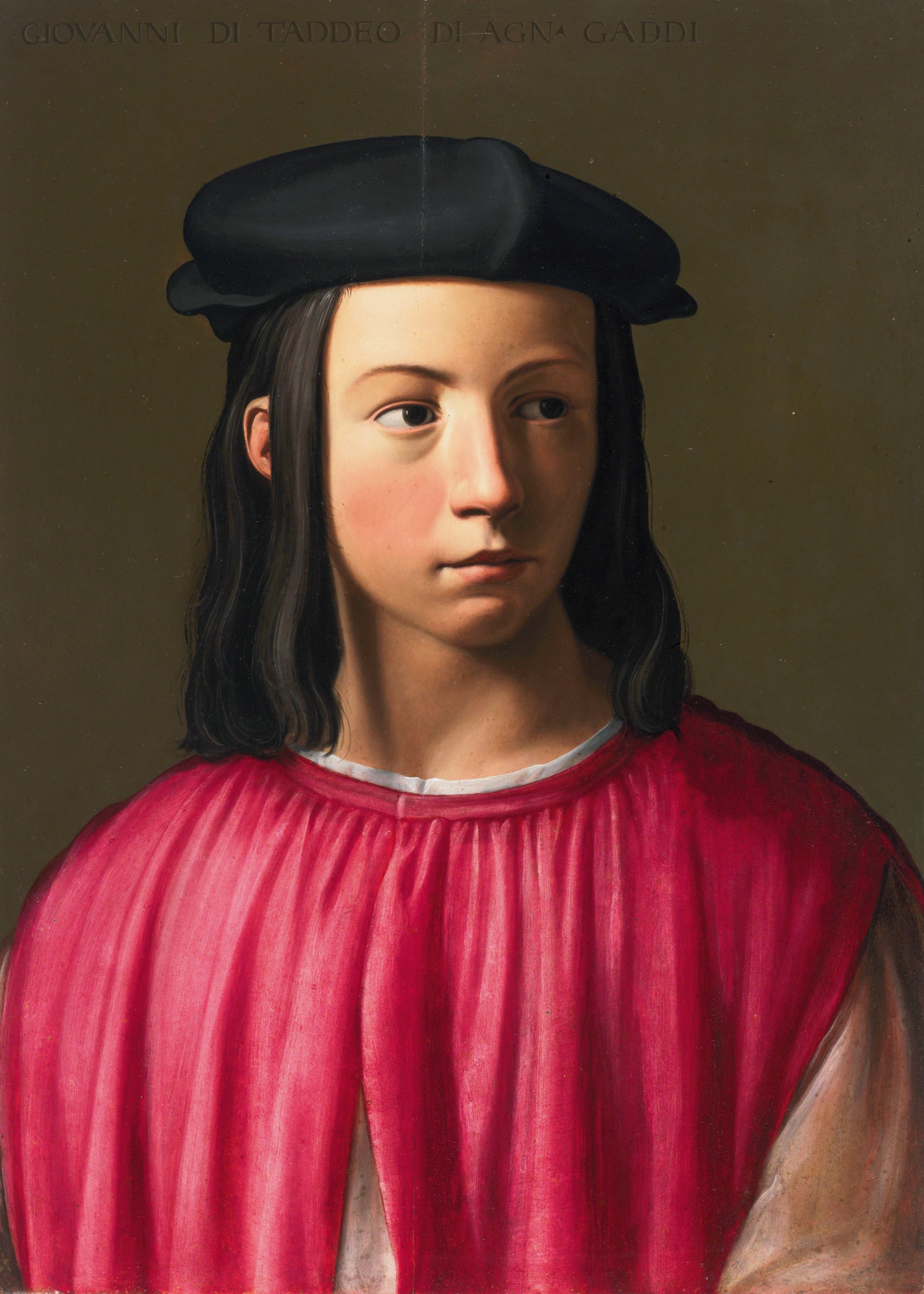
Artista fiorentino del XVI secolo, Giovanni Gaddi fanciullo

Monsignor Giovanni Gaddi (25 aprile 1493 – 18 ottobre 1542) è stato un letterato italiano del XVI secolo, appartenente alla famiglia dei Gaddi di Firenze.

## Biografia
Figlio del nobile fiorentino Taddeo e fratello del cardinale Niccolò, divenne decano della Camera apostolica e fu investito di varie cariche alla corte pontificia. Ebbe rapporti con numerosi letterati, tra cui in particolare Annibal Caro.

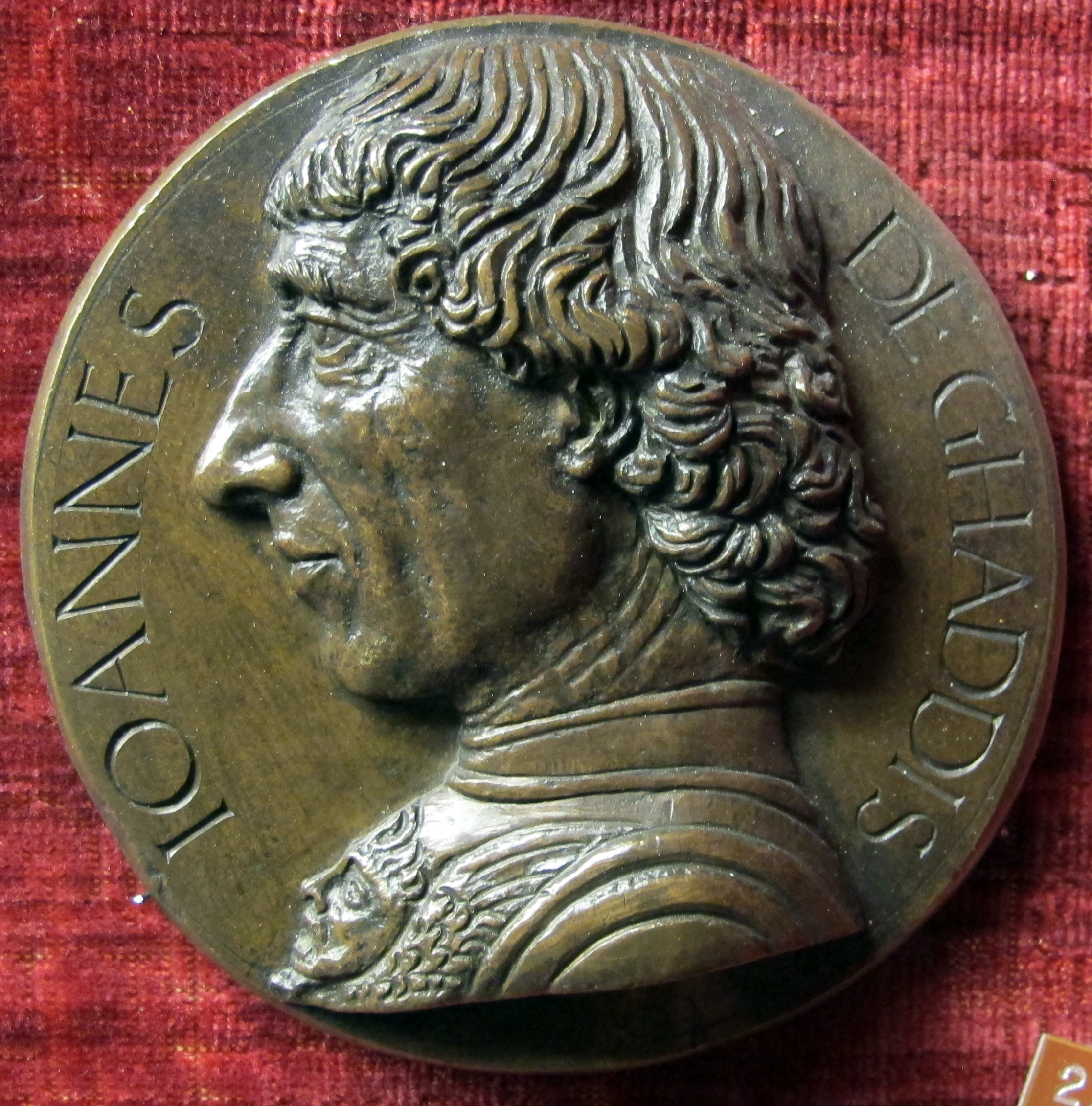
Medaglia del 1480-1510 circa

Dal padre Taddeo discendeva il ramo romano della famiglia Gaddi, cui appartennero i nipoti cardinale Taddeo Gaddi e il cavaliere Niccolò Gaddi (1537-1591), famoso collezionista antiquario.  
Fu anche amico dello stampatore Antonio Blado. Nel 1521 sovvenzionò la stampa a Firenze della Ciropedia di Senofonte, tradotta da Poggio Bracciolini e finanziò poi la stampa dei Discorsi di Niccolò Machiavelli nel 1531, nel 1532 quella de Il Principe e nel 1533 le Rime di Ludovico Martelli.
Diede sostegno all'edizione critica di testi classici, mettendo a disposizione i rari manoscritti della sua biblioteca e impegnandosi con consigli e correzioni.